# Kaplica Matki Bożej Studziennej w Kleszczynie
Kaplica Matki Bożej Studziennej w Kleszczynie – rzymskokatolicki kościół filialny należący do parafii św. Anny w Żałem (dekanat rypiński diecezji płockiej). Znajduje się w Studziance, części wsi Kleszczyn, w powiecie rypińskim, w województwie kujawsko-pomorskim.
Jest to świątynia wzniesiona w 1704 roku, poprzednio nosiła wezwanie Najświętszej Marii Panny. Ufundowana została przez Franciszka Działokowskiego. W 1820 roku i w latach 1904 – 05 kaplica była remontowana. W 1907 roku została dostawiona zakrystia, natomiast w 1936 roku dach został pokryty blachą. W latach 1969, 1982 i 2002 budowla była remontowana. W kwietniu 1980 roku włamano się do kaplicy.
Budowla jest drewniana, wzniesiona w konstrukcji zrębowej. Jej prezbiterium jest mniejsze w stosunku do nawy, zamknięte jest trójbocznie, z boku znajduje się zakrystia. Świątynię nakrywa dach dwukalenicowy, pokryty blachą ocynkowaną, na dachu jest umieszczona sześciokątna wieżyczka na sygnaturkę. Zwieńcza ją baniasty dach hełmowy z latarnią. Ściany we wnętrzu są wyłożone boazerią. Wnętrze nakryte jest sklepieniami kolebkowymi. We wętrzu znajdują się także: chór muzyczny, belka tęczowa. Podłoga została wykonana z drewna. Ołtarz główny w stylu neobarokowym pchodzi z 1905 roku i jest ozdobiony obrazem Kazimierza Mireckiego z wizerunkiem Świętej Rodziny w czasie wieczerzy. Ławki powstały w 1978 roku. W oknach znajdują się witraże z 1994 roku, ufundowane przez Wincentego Kolbera.